# TOI-1273
TOI-1273 — одиночная звезда в созвездии Большой Медведицы на расстоянии приблизительно 573 световых лет (около 176 парсек) от Солнца. Визуальная звёздная величина звезды — +11,011m. Возраст звезды определён как около 3,1 млрд лет.
Вокруг звезды обращается, как минимум, одна планета.

## Характеристики
TOI-1273 — жёлтый карлик спектрального класса G3V. Масса — около 1,06 солнечной, радиус — около 1,06 солнечного, светимость — около 1,065 солнечной. Эффективная температура — около 5664 K.

## Планетная система
В 2024 году группой астрономов было объявлено об открытии планеты TOI-1273 b.